# Walden Two
Walden Two – amerykańska powieść fantastyczna opublikowana po raz pierwszy w 1948 roku, której autorem był profesor psychologii behawioralnej  B.F. Skinner. Książka opisuje wizje idealnego społeczeństwa uzyskanego dzięki zastosowaniu osiągnięć psychologii behawioralnej w celu sterowania zachowaniami i potrzebami ludzi. Odrzucona zostaje idea wolnej woli oraz transcendentnej względem przyrody duszy.
Społeczeństwo przedstawione w książce Skinnera opiera się na znaturalizowanej wizji natury ludzkiej, którą można swobodnie modyfikować. Tzw. "modyfikacja behawioralna" wykorzystywana jest w szpitalach psychiatrycznych, fabrykach, więzieniach i szkołach w celu sztucznego uszczęśliwiania ludzi i przekształcania ich potrzeb tak, aby stawały się bardziej akceptowalne dla innych. Jest to metoda całkowicie analogiczna do tej stosowanej w przypadku psów (patrz: warunkowanie instrumentalne) gdzie pożądane zachowanie jest wzmacniane, natomiast niepożądane jest karane lub ignorowane.
Skinner napisał co najmniej dwie inne książki z silnymi odniesieniami do koncepcji przedstawionej w Walden Two, są to  Beyond Freedom and Dignity i Science and Human Behavior. Obie książki w dużej mierze dotyczą inżynierii kulturowej.
Tytuł nawiązuje do zbioru filozoficznych esejów Walden, czyli życie w lesie (1854), których autorem był amerykański pisarz i filozof Henry David Thoreau.